# 252P/LINEAR
252P/LINEAR — короткоперіодична комета Є близнюком комети P/2016 BA14.
Діаметр 252P/LINEAR становить 230 метрів. Дане космічне тіло належить до категорії короткоперіодичних комет, і у своїй найближчій до Сонця точці зближується із зіркою, на відстань приблизно в півтори сотні мільйонів кілометрів. 
Під час найбільшого віддалення від Сонця комета йде за орбіту Юпітера. При цьому дане космічне тіло часто проходить на відносно невеликій відстані від нашої планети і навіть стає причиною невеликого метеоритного потоку.... 
Наступного разу 252P/LINEAR опиниться в Сонячній системі в 2021 році, проте вже не так близько до Землі.

### Відкриття
Комета 252P/LINEAR була відкрита у 2000 році. 